# Alexei Scharkewitsch
Alexei Scharkewitsch (russisch Алексей Жаркевич; * 11. März 1979 in Minsk, Weißrussische SSR) ist ein russischer Musikproduzent, Remixer und Komponist. Bekanntheit erlangte er vor allem durch seine Tätigkeit unter dem Pseudonym HarDrum.
Mit 14 Jahren begann Scharkewitschs Interesse für elektronische Musik. 1997 gründete er in Jekaterinburg seine erste Band „AXESS DENIED“, mit der er viele Auftritte in verschiedenen Clubs der Stadt absolvierte. 1998 kam er nach Moskau, wo er unter seinem Pseudonym HarDrum begann als DJ und Remixer zu arbeiten.
Sein musikalischer Durchbruch gelang Scharkewitsch 2001, als er für das Debütalbum 200 Po Wstretschnoi des russischen Duos t.A.T.u. zwei Dance-Remixe zu den Liedern Nas ne dogonjat und 30 minut anfertigte. Ein Breakbeat-Remix zu Ja soschla s uma wurde später ebenfalls von Scharkewitsch erstellt, der somit alle drei auf dem Album enthaltenen Remixe abgemischt hat. Bei dem Stück Satschem Ja fungierte Scharkewitsch als Produzent. Für seinen Remix zu Ja soschla s uma wurde auch ein Remixvideo aus Szenen des Originalvideos erstellt, das auch von verschiedenen russischen Musiksendern wie MTV Russland ausgestrahlt worden ist. Für die englische Version des Liedes mit dem Titel All the Things She Said fertigte Scharkewitsch ebenfalls einen Breakbeat-Remix an. Dieser findet sich unter dem Titel All the Things She Said (HarDrum Remix) auf einer der beiden für den europäischen Markt bestimmten Maxi-Singles des Liedes, die über 500.000 mal verkauft wurde.
2005 begann Scharkewitsch wieder mit seinen alten Bandkollegen zusammenzuarbeiten. ACESS DENIED wurde umbenannt in NewTone. 2008 veröffentlichte die Band das Debütalbum No Copyrights. Bei diesem handelt es sich um eines der ersten russischen Alben, das nur als Download angeboten wurde und nicht auf CD erschien. In den Downloadcharts Russlands und der GUS erreichte das Album eine hohe Position.
Scharkewitsch betätigt sich auch als Produzent. Er produzierte Sergei Lasarews Lost Without Your Love ebenso wie Break It All für die Sängerin Walerija. Beide Lieder erreichten die russischen Top 10 der Charts. Ebenfalls als Produzent fungierte er beim Album NAWSJEGDA! (russ. НАВСЕГДА!; deutsch Für immer!) des Duos Nitschja. Bekannt ist Scharkewitsch außerdem als Musikkomponist für Spielfilme und Computerspiele, etwa für das Browserspiel „Collapse“.